# Genilson da Rocha Santos
Genilson da Rocha Santos (født 1. december 1971) er en tidligere brasiliansk fodboldspiller.
Han har spillet for flere forskellige klubber i sin karriere, herunder Kawasaki Frontale.